# تاريخ الحركة السلمية في ألمانيا حتى سنة 1945

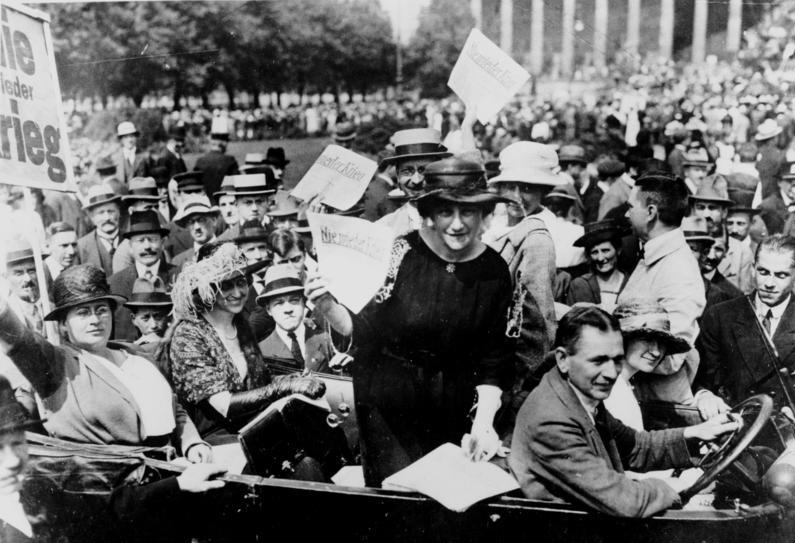
مظاهرة سلمية في Lustgarten ببرلين في عام 1921

ولدت الحركة السلمية في ألمانيا في القرن التاسع عشر، في وقت أصبحت فيه الحرب تدان أخلاقيا من طرف الشعب. متأثرًة بالأفكار الدينية من الولايات المتحدة؛ أصبحت قادرة على تأسيس نفسها فقط في نهاية القرن مع نشر أعمال هودجسون برات، الذي ولد في عام 1892 ومع إنشاء Deutsche Friedensgesellschaft (المجتمع الألماني للسلم) من قبل الفائزين مستقبلا بجائزة نوبل للسلام برثا فون سوتنر وألفريد هيرمان فريد. واجهت الحركة الكثير من الصعوبة في الحصول على أرضية في المجتمع الألماني بسبب عسكرة هذا الأخير وعدم اهتمامه العميق بالأفكار السلمية، ولكن أيضًا بسبب التشويش داخل الحركة السلمية. الذي فشل في دمجها كحركة وحدوية.
على الساحة الدولية، لا تزال الحركة السلمية الألمانية معزولة لزمن طويل، والتدهور الشديد للعلاقات الفرنسية الألمانية منذ الحرب الفرنسية البروسية في عام 1870 ، منع لفترة طويلة الحركة السلمية من التقدم. فبعد تبنيها موقفًا حرجًا في مؤتمري لاهاي لعامي 1899 و 1907، حققت الحركة السلمية الألمانية بعض النجاح في تنظيم المؤتمرات البرلمانية المشتركة بين بازل وبرن، والتي تم تقويض عملها باندلاع الحرب العالمية الأولى، كالانقسام الذي شهدته الحركة من الداخل في تلك الفترة، وبرغم كل ذلك فقد ردود أفعال دعاة السلام الألمان على الحرب متنوعة للغاية، حيث ساعد الصراع على اظهار المواقف الغامضة لدى البعض. وبعد الخروج من الحرب العالمية الأولى التي شلت الحركة السلمية العالمية فقد أصبحت هذه الحركة في ألمانيا حركة مسيّسة بشكل متزايد. يواجه فيها جناحان بعضهما البعض، أحدهما معتدل يدافع عن الوضع الراهن والآخر متطرف، من أجل دمقرطة ألمانيا .

## تاريخ النشأة

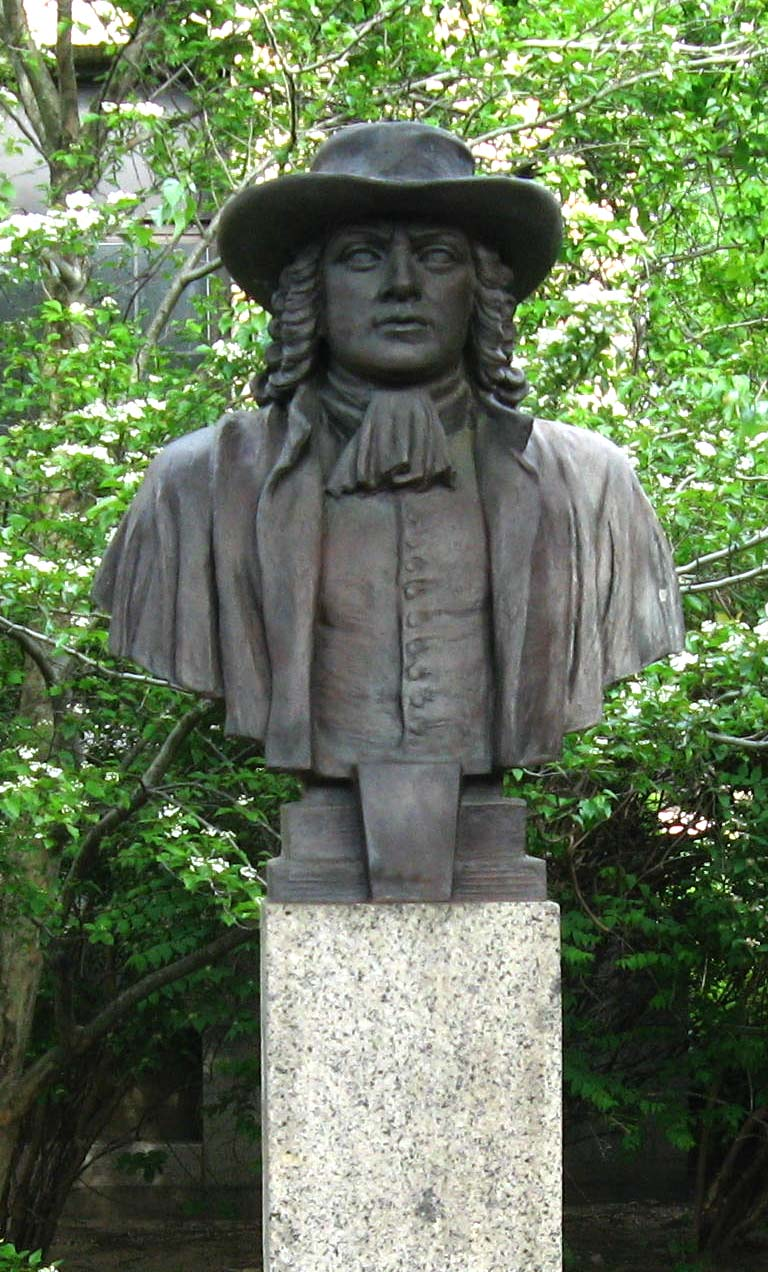
وليام بن. يلعب الكويكرز (جمعية الأصدقاء الدينية) دورًا مؤسسًا في الحركة السلمية

تأخذ الحركة السلمية أصولها من الولايات المتحدة الأمريكية وخاصة بعد الحروب التي اندلعت هناك مثل التي حدثت في عام 1812، حيث اعتبرت الحرب بعد ذلك مدمرة ومخالفة لمبادئ التنوير من قبل البرجوازية التي يمثلها التجار والقساوسة والموظفون المدنيون. في عام 1814، نشر القس الأمريكي نوح وورسيستر في بوسطن نصًا بعنوان " المراجعة الجليلة للحرب الجمركية"  والذي يعد المحرك الرئيسي لتأسيس عدد من الجمعيات المسالمة على الأرض الأمريكية، مثل جمعية ماساتشوستس للسلام التي أسسها بنفسه وترأسها في نفس العام. وتأسست جمعية نيويورك للسلام في العام التالي من قبل ديفيد لاو دودج و جمعية أوهايو للسلام التي أسسها الكويكرز. رفض وورستر فكرة الحرب التي يريدها الله، ودعا لانشاء عصبة للأمم ومحكمة للعدل الدوليين. أين يتم توفير عمل لتعميم ونشر كتابات لتعزيز السلام مثل كتابات كانت أو ويليام بين. في عام 1828، اجتمعت مختلف جمعيات السلام الأمريكية لتشكيل جمعية السلام الأمريكية بمبادرة من وليام لاد.